# گزارش اسکات

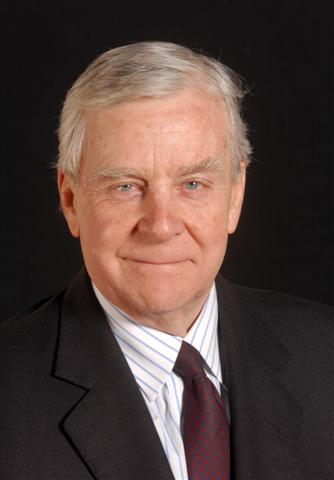
ریچارد اسکات

گزارش اسکات (با عنوان کامل «گزارش تحقیق دربارهٔ صادرات تجهیزات دفاعی و کالاهای با کاربرد دوگانه به عراق و پیگردهای مرتبط») یک تحقیق قضایی بود که در سال ۱۹۹۲ و در پی انتشار گزارش‌هایی دربارهٔ فروش تسلیحات ممنوعه به عراق در دهه ۱۹۸۰ توسط شرکت‌های بریتانیایی، آغاز شد. این گزارش به ریاست سر ریچارد اسکات، که در آن زمان قاضی دادگاه استیناف بود، انجام گرفت و در سال ۱۹۹۶ منتشر شد. بخش زیادی از این گزارش به عنوان محرمانه طبقه‌بندی شد.

## پیش زمینه
در اواخر دهه ۱۹۸۰، شرکت ماتریکس چرچیل، تولیدکنندهٔ ابزارهای ماشین‌های خاص با کیفیت هوافضا در کاونتری بریتانیا، که توسط دولت عراق خریداری شده بود، ماشین‌آلاتی را به عراق صادر می‌کرد که در ساخت تسلیحات به کار می‌رفتند. به گفتهٔ آژانس بین‌المللی انرژی اتمی، محصولاتی که بعدها در عراق کشف شدند، از باکیفیت‌ترین نمونه‌ها در جهان بودند. این ماشین‌آلات کاربرد دوگانه داشتند؛ یعنی هم برای اهداف غیرنظامی و هم نظامی، مانند تولید قطعات تسلیحات، قابل استفاده بودند. چنین صادراتی تحت کنترل دولت قرار دارد و ماتریکس چرچیل با توجه به کاهش محدودیت‌های صادراتی در سال ۱۹۸۸، مجوزهای لازم را دریافت کرده بود. با این حال، این تغییر سیاست به اطلاع پارلمان نرسیده بود. هنگامی که در پارلمان دربارهٔ کاهش محدودیت‌ها سؤال شد، وزیر بازرگانی و صنایع به اشتباه پاسخ داد که این محدودیت‌ها کاهش نیافته‌اند.
ماتریکس چرچیل بعدها توسط اداره گمرک و مالیات بریتانیا (HM Customs and Excise) تحت ظن صادرات قطعات تسلیحات به عراق بدون مجوز مورد بازجویی قرار گرفت. با وجود داشتن مجوز، دولت منکر وجود این مجوز شد، مطابق با سیاست رسمی اعلام‌شدهٔ قبلی. در نتیجه، مدیران ماتریکس چرچیل در سال ۱۹۹۱ به اتهام نقض قوانین صادرات تحت پیگرد قرار گرفتند.
محاکمه به نفع دولت پیش نرفت. قاضی دادگاه استفادهٔ دولت از گواهی مصونیت در راستای منافع عمومی، که برای پنهان کردن برخی شواهد حیاتی صادر شده بود (ظاهراً به دلایل امنیت ملی)، را رد کرد و دستور داد این اسناد به وکلای مدافع تحویل داده شود. در نهایت، محاکمه فرو پاشید؛ چرا که آلن کلارک، وزیر پیشین، در دادگاه اعتراف کرد که در پاسخ به پرسش‌های پارلمانی دربارهٔ مجوزهای صادرات به عراق، حقیقت کامل را نگفته است.

## گزارش
گزارش اسکات شاید جامع‌ترین مطالعه‌ای بود که تا آن زمان دربارهٔ مسئولیت فردی وزرا در برابر پارلمان انجام شده بود. اسکات در گزارش خود به سختی‌های به‌دست آوردن اسناد مورد نیاز از وزارتخانه‌ها (در مجموع حدود ۱۳۰ هزار سند) اشاره کرد و خاطرنشان ساخت که اداره گمرک و مالیات حتی نتوانسته بود از سیاست صادراتی وزارت دفاع آگاهی یابد و گزارش‌های اطلاعاتی نیز به دست افراد مسئول نمی‌رسیدند. نشریه اکونومیست دربارهٔ این گزارش این گونه بود:
«سر ریچارد دستگاهی دولتی را افشا کرد که بیش از حد پنهان‌کار، گرفتار بی‌کفایتی، بی‌صداقت در بیان واقعیت و آماده برای فریب دادن پارلمان بود.»
این گزارش، ماهیت عملکرد دولت را اینگونه توصیف کرد:
«اهداف اصلی دولت‌ها اجرای سیاست‌هایشان و به چالش کشیدن اپوزیسیون است؛ آن‌ها به‌طور طبیعی تمایلی به پذیرش محدودیت‌های ناشی از پاسخگویی ندارند… دولت‌ها معمولاً تمایلی به ارائه اطلاعاتی که ممکن است آن‌ها را در معرض انتقاد قرار دهد ندارند… اجرای پاسخگویی تا حد زیادی بستگی به توانایی پارلمان در استخراج اطلاعات از دولت‌هایی دارد که در برابر افشاگری‌های احتمالی رفتاری دفاعی و پنهان‌کارانه از خود نشان می‌دهند.»
اسکات سه حوزهٔ اصلی نگرانی دموکراتیک را شناسایی کرد:
۱. قانون اختیارات واردات، صادرات و گمرکات (دفاع) مصوب ۱۹۳۹:
این قانون اضطراری که در آغاز جنگ جهانی دوم تصویب شده بود، به دولت اجازه می‌داد بدون نیاز به تصویب پارلمان، مقرراتی وضع کند که صادرات برخی کالاها به برخی کشورها را جرم تلقی کند. این قانون که باید پس از پایان جنگ در سال ۱۹۴۵ لغو می‌شد، همچنان به قوت خود باقی مانده بود تا اینکه در سال ۱۹۹۰ تغییر کرد و بخشی از قانون کنترل واردات و صادرات شد.
۲. شکست در اجرای اصل پاسخگویی وزرا:
دولت نتوانسته بود اصل سنتی مبنی بر این که «هر اقدامی از سوی کارگزاران دولت باید توسط یک وزیر در برابر پارلمان پاسخ داده شود» را رعایت کند.
۳. استفاده از گواهی‌های مصونیت در راستای منافع عمومی:**
در جریان محاکمه ماتریکس چرچیل، دولت از این گواهی‌ها استفاده کرده بود تا مانع از دسترسی وکلای مدافع به اسنادی شود که می‌توانستند بی‌گناهی متهمان را اثبات کنند. اسکات تأکید کرد که بسیاری از این اسناد شامل اطلاعات امنیتی حساس نبودند، بلکه صرفاً مکاتبات داخلی بودند که برای محافظت از وزرا و کارمندان دولتی صادر شده بودند، نه برای حمایت واقعی از منافع عمومی.
اسکات در این زمینه نوشت:
«دولت آشکارا تمایل دارد همچنان از ادعای «طبقه‌بندی» برای محافظت از مکاتبات میان وزرا و کارمندان دولتی در برابر افشاگری‌های قضایی استفاده کند. یکی از دلایل مطرح شده این است که در غیر این صورت، صداقت لازم در این مکاتبات آسیب می‌بیند. من باید بگویم که این استدلال «صداقت» را غیرقابل قبول می‌دانم.»

## انتشار
انتشار گزارش اسکات توسط بسیاری به عنوان نقطهٔ اوج بحران دومین دولت جان میجر تلقی شد. پیش از انتشار گزارش، به وزیرانی که مورد انتقاد قرار گرفته بودند فرصت داده شد تا نظرات خود را ارائه دهند و درخواست اصلاحاتی کنند. گزارش که ۱۸۰۶ صفحه داشت، ساعت ۳:۳۰ بعدازظهر همراه با یک بستهٔ خبری منتشر شد. در این بسته خبری، چند بخش نسبتاً مثبت از گزارش انتخاب شده بود و طوری ارائه شد که گویی این گزیده‌ها نمایندهٔ کل گزارش هستند. با توجه به گرایش عمدتاً طرفدار دولت در رسانه‌های آن زمان، این روش مؤثر واقع شد و مانع از تحلیل گسترده و فوری گزارش در رسانه‌ها شد.
گزارش باید در پارلمان مورد بحث قرار می‌گرفت. وزیرانی که در گزارش مورد انتقاد قرار گرفته بودند، پیشاپیش نسخه‌ای از گزارش را دریافت کرده و به‌طور مفصل آموزش دیده بودند که چگونه از خود در برابر انتقادات دفاع کنند. در مقابل، طبق گفتهٔ رابین کوک، نمایندهٔ ارشد حزب کارگر، مخالفان تنها دو ساعت وقت داشتند تا گزارش بیش از یک میلیون کلمه‌ای را مرور کنند، آن هم تحت نظارت شدید و بدون اجازهٔ تهیهٔ کپی از متن.
در نهایت، نخست‌وزیر جان میجر اعلام کرد که رأی علیه دولت در این مناظره معادل با رأی عدم اعتماد به دولت خواهد بود؛ به همین دلیل نمایندگان محافظه‌کار از رأی دادن علیه دولت خودداری کردند، و رأی موافق به منزلهٔ تبرئهٔ دولت از هرگونه تخلف تلقی شد.
رابین کوک به همراه تیمی از پژوهشگران، متن گزارش را با دقت بررسی کرد و به گفتهٔ بسیاری، در پارلمان نمایشی خیره‌کننده از خود به جای گذاشت. با این حال، دولت با اختلاف بسیار ناچیز ۳۲۰ به ۳۱۹ در رأی‌گیری پیروز شد.